# آئوسترال
آئوسترال آرژانتین (به انگلیسی: Argentine austral) (به زبان بومی: austral argentino) با کد ایزو ۴۲۱۷، ARA، یکای پول رایج در کشور آرژانتین در خلال ۱۵ ژوئن ۱۹۸۵ تا ۳۱ دسامبر ۱۹۹۱ بود. مسئولیت کنترل این یکای پول برعهدهٔ بانک مرکزی جمهوری آرژانتین قرار داشت. هر یک آئوسترال به ۱۰۰ سنتاووس تقسیم می‌شد.
علامت آئوسترال یک حرف A به همراه یک خط افقی اضافی بود. نشانه فوق بر روی تمامی سکه‌هایی که در این سیستم ضرب می‌شد حک می‌گردید حتی بر روی اضعاف آن یعنی سکه‌های سنتاووس. درج این علامت به خاطر این بود که سکه‌های فوق با همتایان قدیمی‌تر خود اشتباه گرفته نشوند.